# Cessna C.34 Airmaster

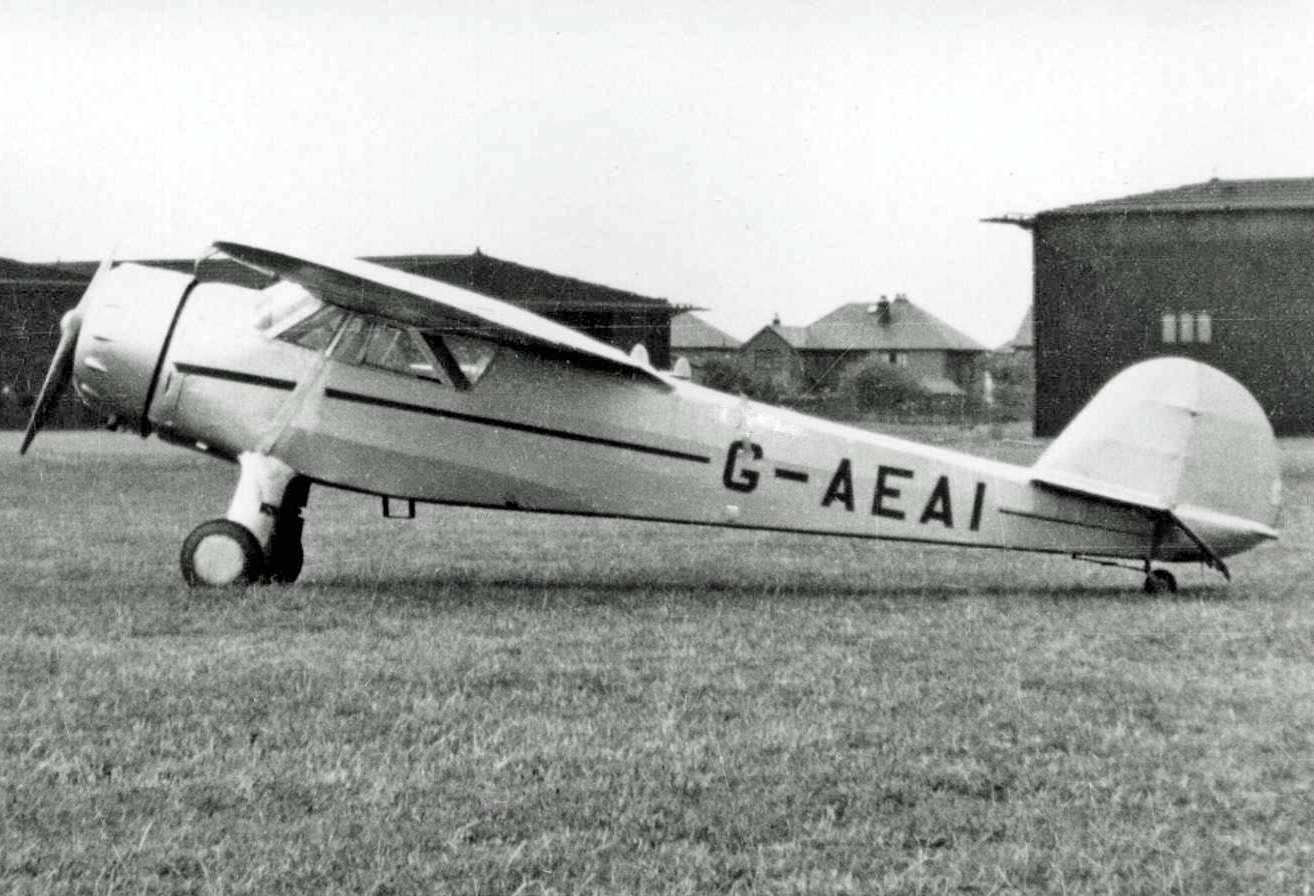
Cessna C.34 (G-AEAI)

Le Cessna C.34 Airmaster est un avion léger monomoteur, construit par la société Cessna à partir de 1934.

## Variantes
C.34
C.37
C.38
C.39
C.145
C.165
C.165D
UC-77B
UC-77C
UC-94